# Antoinette Belloc
Pour les articles homonymes, voir Belloc (homonymie).
Antoinette Belloc, née Marie Antoinette Petit à Perpignan (Pyrénées-Orientales) le 10 septembre 1873 et morte à Paris 14e le 27 octobre 1942, est une compositrice et professeur de piano française.

## Biographie
Marie Antoinette Petit naît le 10 septembre 1873, au n° 47 de la rue Grande la Réal, dans le quartier La Réal à Perpignan. Ses parents sont Émile Petit, alors professeur de piano, et Gracieuse Franceschi.

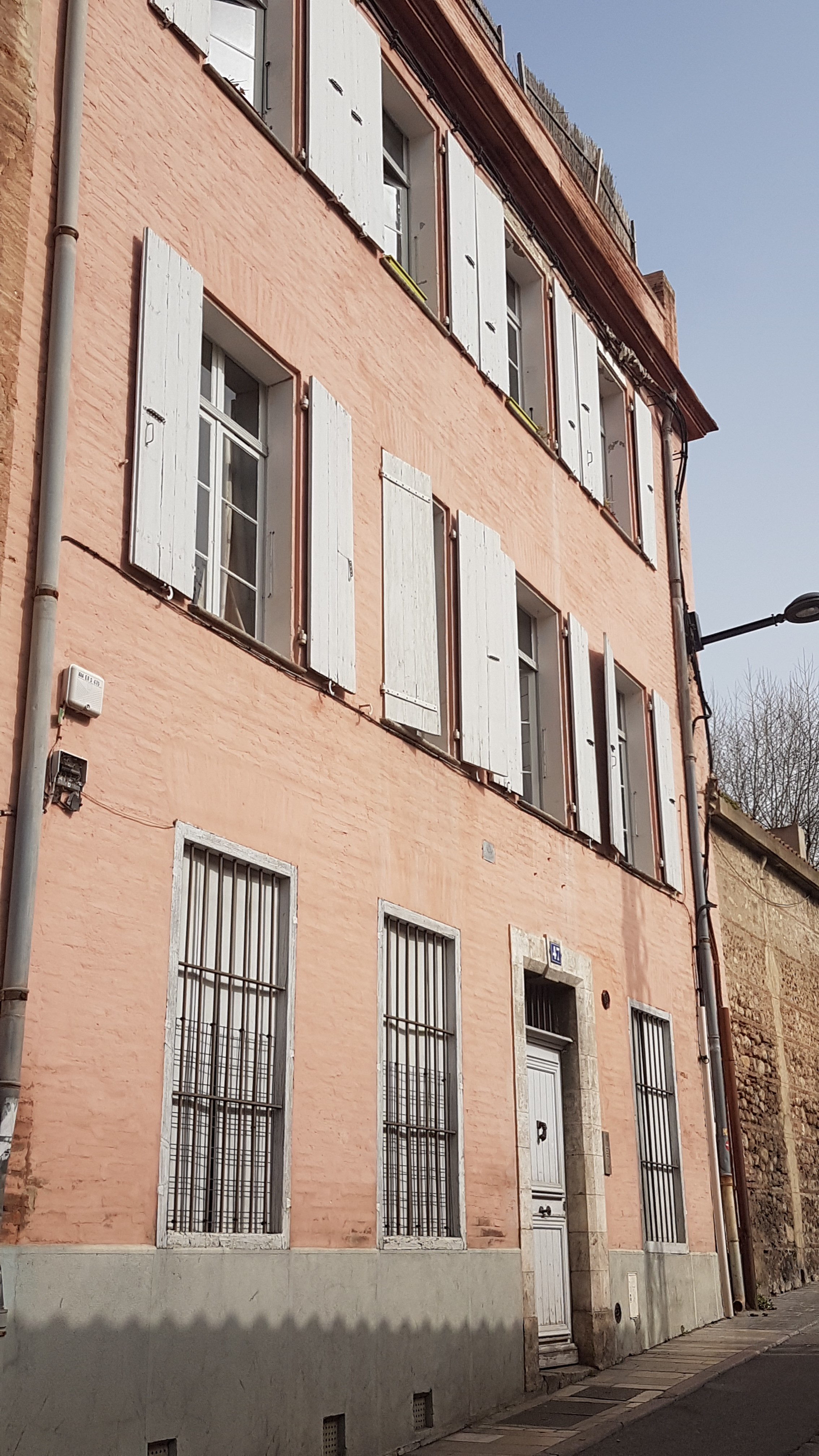
La maison natale.
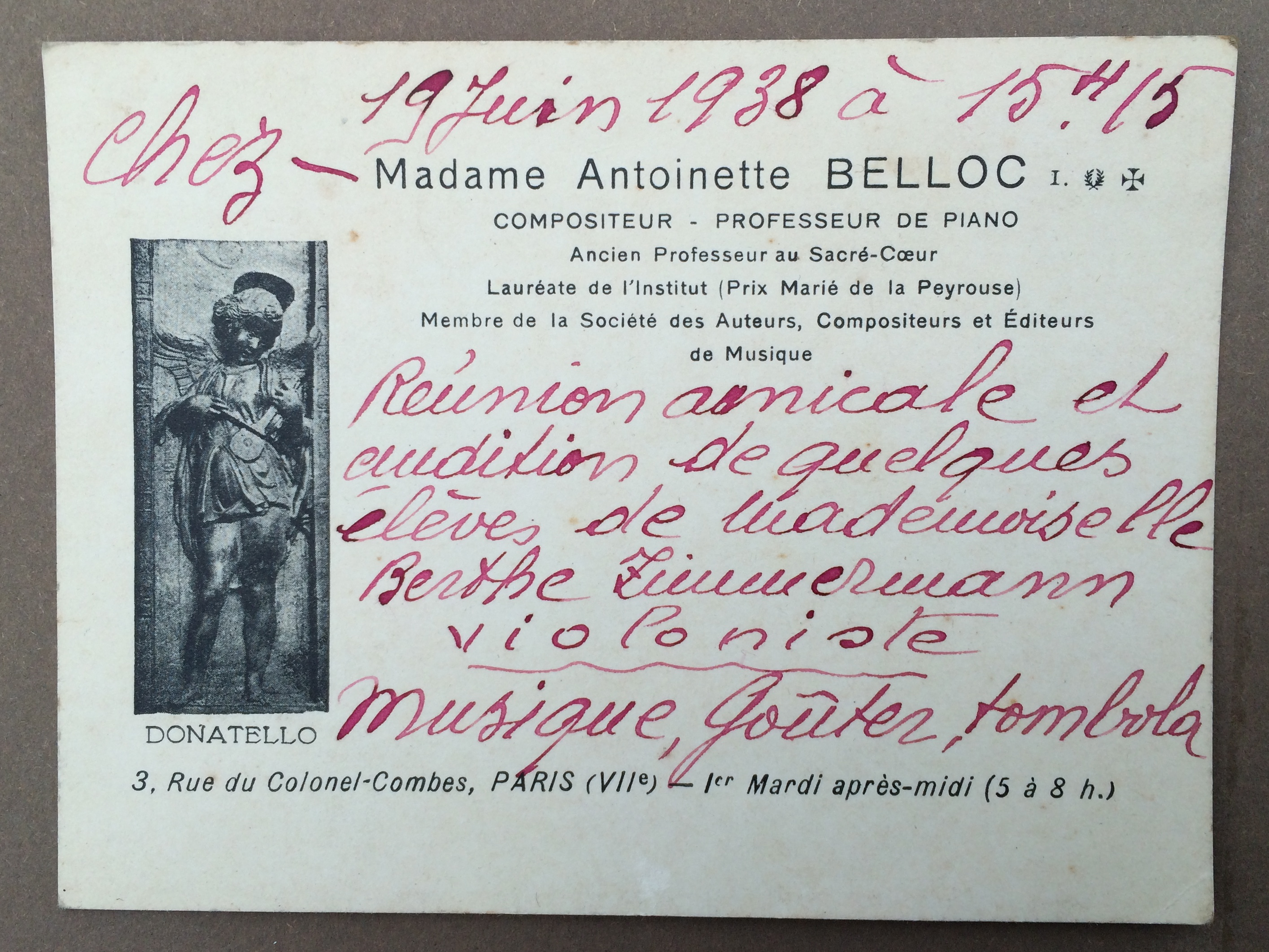
Carte de visite d’Antoinette Belloc (3, rue du Colonel-Combes)

Antoinette Belloc a été professeur de piano à l’Institution du Sacré-Cœur de Perpignan.[réf. nécessaire]
Le 10 février 1903, elle épouse le sculpteur Jean-Baptiste Belloc. A Paris, le domicile des époux, 129, rue de l’Université, est à la fois atelier d’artiste mais également salon de musique.
Après la mort de son époux en 1919, Antoinette Belloc fait don de plusieurs œuvres de son mari au Musée Hyacinthe-Rigaud de Perpignan.
Son œuvre, consultable au Département de la musique de la Bibliothèque nationale (Site Richelieu-Louvois) et aux Archives départementales des Pyrénées-Orientales (Fonds musical Petit 124 J), comprend uniquement des mélodies et des chants patriotiques composés pendant la Première Guerre mondiale.

## Distinctions

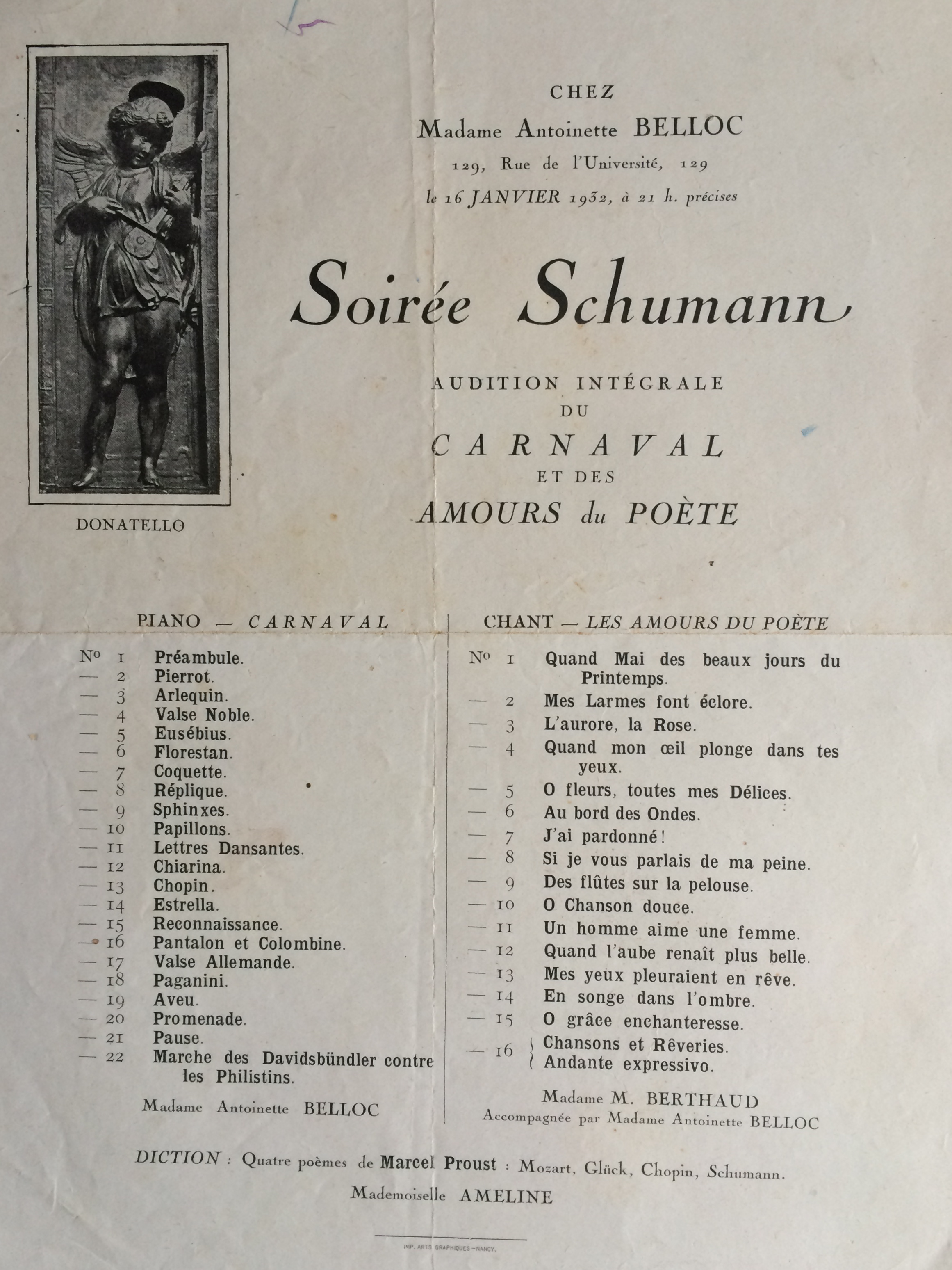
Programme de la Soirée Schumann du 16 janvier 1932 au domicile d'Antoinette Belloc

La carte de visite d'Antoinette Belloc indique plusieurs qualités et distinctions : 
- Lauréate en 1920 du Prix Marié de la Peyrouse, destinée à distinguer des femmes professeur de piano[4], et décerné par l’Institut musical[Note 1]  ;
- Les Palmes académiques ;
- La Croix de guerre 1914-1918.